# Râul Valea Găinii, Coșuștea
Râul Valea Găinii este un curs de apă, afluent al râului Coșuștea. 